# In Your House 13: Final Four
In Your House 13: Final Four was een professioneel worstel-pay-per-view (PPV) evenement dat georganiseerd werd door de World Wrestling Federation (WWF, nu WWE). Het was de 13 editie van In Your House en vond plaats op 16 februari 1997 in het UTC Arena in Chattanooga, Tennessee.

## Matches
| Nr. | Match | Winnaar(s)               | Opmerkingen | Bron  |
| --- | --- | ------------------------ | --- | ----- |
| 1D  | The Godwinns (Henry O. Godwinn & Phineas I. Godwinn) vs. The Headbangers (Mosh & Thrasher)                                                                      | The Godwinns             | Tag Team dark match | [ 2 ] |
| 2   | Marc Mero (met Sable) vs. Leif Cassidy | Marc Mero                | Eén-op-één match. | [ 2 ] |
| 3   | The Nation of Domination (Crush, Faarooq & Savio Vega) (met J.C. Ice, Wolfie D, D'Lo Brown en Clarence Mason) vs. Bart Gunn, Flash Funk & Goldust (met Marlena) | The Nation of Domination | 6-Man Tag Team match. | [ 2 ] |
| 4   | Rocky Maivia (c) vs. Hunter Hearst Helmsley | HHH                      | Eén-op-één match voor het WWF Intercontinental Championship.                                                                           | [ 2 ] |
| 5   | Doug Furnas & Phil LaFon vs Owen Hart & The British Bulldog (c) (met Clarence Mason)                                                                            | Doug Furnas & Phil LaFon | Tag team match voor het WWF Tag Team Championship. Doug Furnas en Phil LaFon wonnen door diskwalificatie, maar wonnen die titels niet. | [ 2 ] |
| 6   | Bret Hart vs. Stone Cold Steve Austin vs. Vader (met Paul Bearer) vs. The Undertaker                                                                            | Bret Hart                | Four corners elimination match voor het vacant WWF World Heavyweight Championship.                                                     | [ 2 ] |